# Менгір

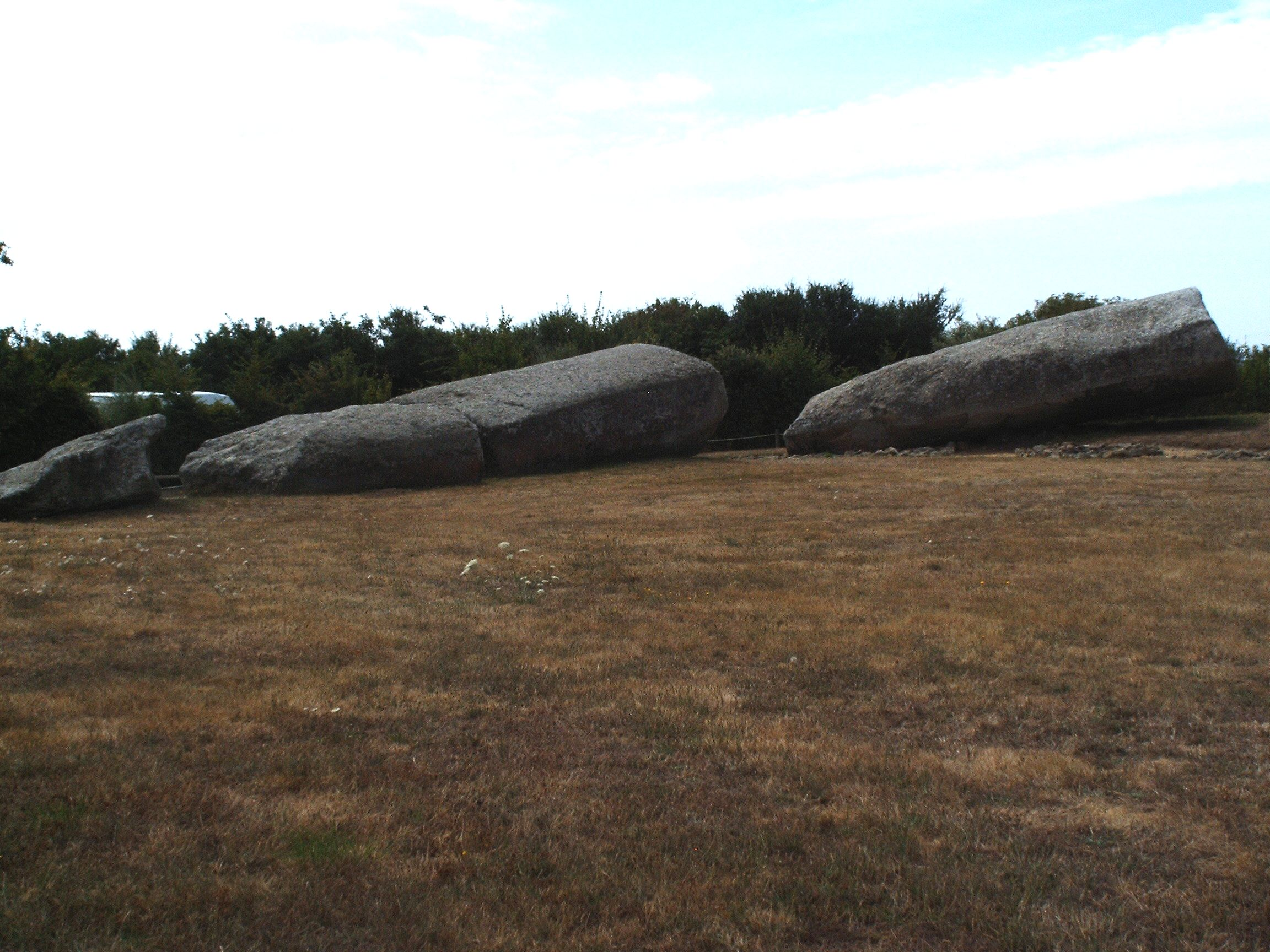
Великий зруйнований менгір, Бретань, Франція. Мав висоту в 20м

Менгі́р (від нижньобретонського maen «каміння» та hir «довгий»; в англомовній археології поширене найменування англ. standing stones «стояче каміння») — доісторична пам'ятка мегалітичної культури, що є вертикально поставленим кам'яним блоком (стовпом, брилою). Досить часто трапляються у вигляді груп, алей (паралельних рядів).
Більшість знахідок менгірів датуються періодом пізнього неоліту.
Найвідоміше місце, де є менгіри — місцевість Карнак (Бретань, Франція), взагалі менгіри широко розповсюджені в Західній Європі, зокрема у Франції, на Іберійському півострові в Іспанії (Галісія), у Великій Британії, а також у Північній Африці, Індії, Західному і Південному Сибіру, на Кавказі (Росія) тощо.

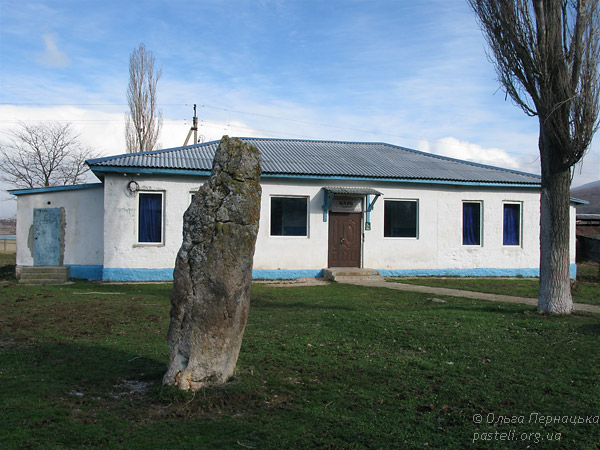
Скельський менгір, Крим, Україна.

На території України менгіри знаходять дуже рідко (переважно в Криму). З найвідоміших — Бахчисарайський менгір та Скельські менгіри (село Родніківське, що в Байдарській долині).(Координати -44.46528, 33.84879)
У Кіровоградській області (Нечаївка) існує алея менгірів «Межові камені» (цю археологічну пам'ятку ще не вивчали спеціалісти) (координати -48.25225, 32.01778) .

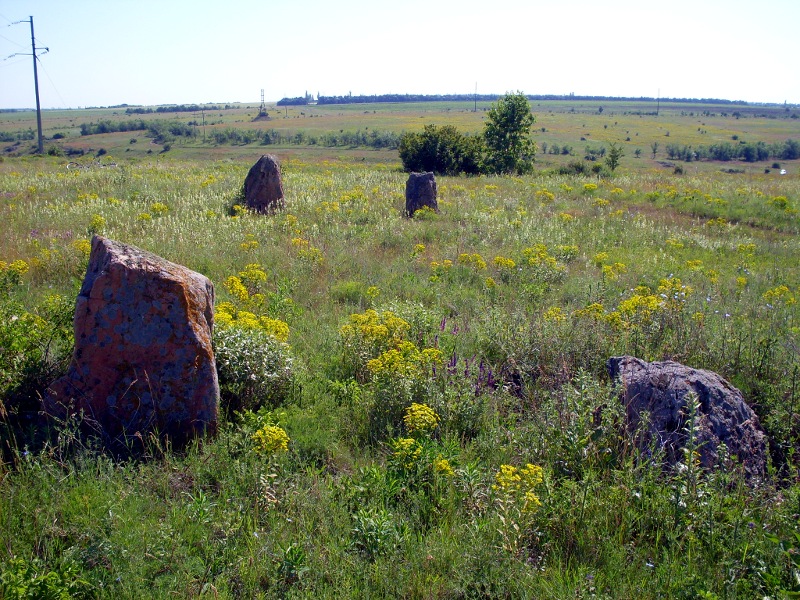
Межові камені, Нечаївка,Кіровоградська область.

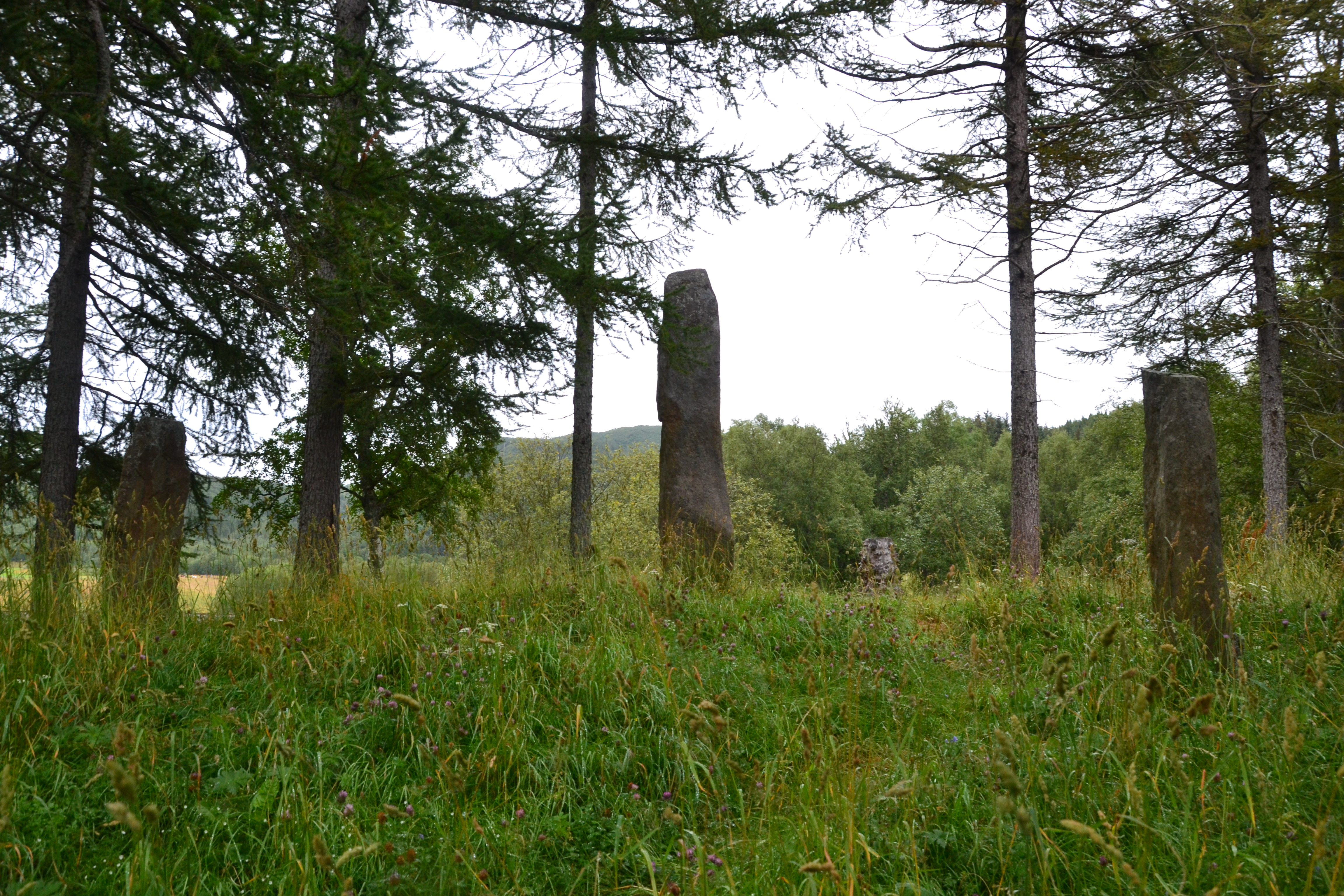
Три менгіри. Околиці Буде, Норвегія. Найбільший камінь має висоту 4,5 м, середній — 3,5 м, найменший — близько 2 м.

Призначення менгірів не має однозначного пояснення — скоріш за все вони правили за релігійно-культові споруди, пов'язані з культом Сонця.